# WD 0346+246
WD 0346+246 è una nana bianca situata nella costellazione del Toro.
Fu scoperta nel 1997 quando un esame delle fotografie riprese durante una survey per lo studio delle nane brune nell'ammasso aperto delle Pleiadi rivelò una debole stellina con un alto moto proprio. È una delle nane bianche più fredde conosciute, data la sua temperatura effettiva stimata sui 3900 K.